# 漴阙
漴阙（据《奉贤县志》，漴字在本地方言里读作shāng），今作漴缺，曾名龙皇、光明，位于上海市奉贤区柘林镇和金山区漕泾镇交界处，曾是柘林镇下属的一个村，也曾是一个集镇。据嘉庆《松江府志》记载：“华亭东南濒海，自柘林堡延袤而西数里为漕泾，中间地势拗入者，是名漴缺。”

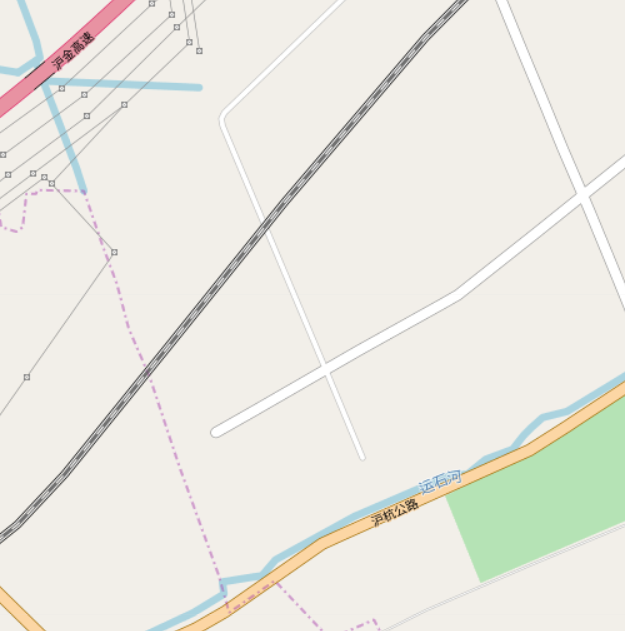
漴阙

1301年，因宋代里护塘已经被海水侵蚀，故从漴缺开始建设新的海塘，后人称为元大德海塘。1473年，这段海塘曾全线重修。
因该集镇曾靠近杭州湾海边，此处曾是抗倭前线。嘉靖32年（1553年）十月，一百多名倭寇由此登岸，劫掠了戚木泾、金山卫等地，嘉靖33年正月，倭寇再次侵略松江府沿海地区。同年的农历三月二十七日，九十余名倭寇登陆漴阙，直抵松江府城，焚烧了大量粮仓中的粮食，童元、李丛禄战死。1575年五月底，受海宁海啸影响，大风吹起潮水，漴阙海塘决堤，房屋被冲垮，几万人死亡，海水浸没了田地，以至于变成了盐碱地。
1634年，漴缺附近的塘段被大潮冲开，决口堵住后，松江知府方岳贡、华亭知县张调鼎决定在决口、决口两侧和东尽塘二处改建石海塘，工期一年，这是上海首次出现料石塘。1640年，料石塘段两侧土塘又被海潮冲溃，因此又续筑石塘，当年9月动工，工期16个月。
1684年，江海关初设置于此，后因用房狭小，两年后移治上海县。
1726年，建设捍海石塘，西到漴缺，东到堰墩湾。
1937年11月，日军在沿海登陆，王子隆的军队进行反抗，漴阙免于战火。日军占领上海后，常常来骚扰，且盗匪出没，大量人口外迁，只有贫困农户居住。1950年，以梅林泾为界，该村划入奉贤县胡桥乡，后划入柘林镇。该集镇曾是奉贤县海滨医院的驻地，该院专治麻风病、传染性肝炎病患者。